# Furio Gubetti
Furio Gubetti (Livorno, 8 dicembre 1939) è un politico italiano.

## Biografia
Eletto nel 1994 alla Camera con la Lega Nord, ne esce il 16 dicembre dello stesso anno per fondare il gruppo dei Federalisti e Liberaldemocratici (FLD), di cui assume la guida. Nel 1995 abbandona polemicamente FLD per aderire a Forza Italia.  Con questo partito viene eletto al Senato nel 2001.